# Соловьёв, Николай Всеволодович
Барон Николай Всеволодович Соловьёв (1829—1887) — генерал-лейтенант русской императорской армии, герой русско-турецкой войны 1877—1878 годов.

## Биография

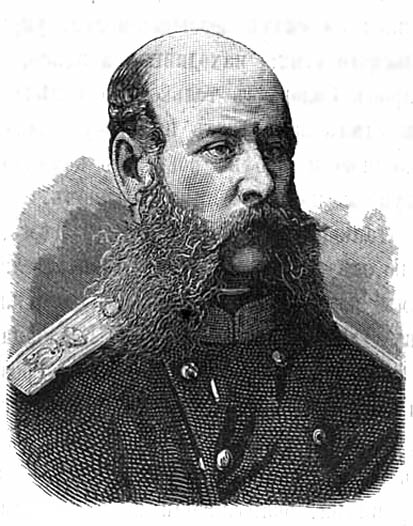
Портрет полковника Н. В. Соловьёва работы неизвестного художника, 1886 г.

Родился 28 июля (9 августа) 1828 года. Происходил из дворян Рязанской губернии, сын архангельского коменданта барона Всеволода Николаевича Соловьёва. По окончании в Николаевском училище гвардейских юнкеров полного курса 13 июля 1848 года был выпущен прапорщиком в лейб-гвардии Измайловский полк, в котором прослужил ровно 20 лет, занимая в этом полку всевозможные должности, начиная с батальонного адъютанта и кончая должностью председателя хозяйственного комитета в полку.
В 1849 году, по случаю бывшей тогда войны с Венгрией, Соловьёв находился в походе войск гвардии к западным пределам империи, однако непосредственного участия в боевых действиях не принимал. В 1854 году, во время Крымской кампании, он находился в составе войск, охранявших побережье Балтийского моря в Санкт-Петербургской губернии, и наконец в 1863 году, во время бывшего тогда мятежа в губерниях Царства Польского и северо-западного края, участвовал в делах против польских мятежников в пределах Виленского военного округа.
В ноябре 1868 года Соловьёв был назначен командиром 18-го пехотного Вологодского полка, командуя которым почти девять лет, он и отличился 3 июля 1877 года при взятии крепости Никополя, причём был опасно ранен.
За отличия во время этой кампании 15 июля 1877 года он был произведён в генерал-майоры и 6 июля был награждён орденом Св. Георгия 4-й степени
За отличие против Турок при взятии укрепленного г. Никополя, 3 Июля 1877 года.
В 1878—1880 годах командовал 1-й бригадой 33-й пехотной дивизии. Затем занимал должность каменец-подольского губернского воинского начальника, позднее - начальника 9-й местной бригады. Был произведён 1 ноября 1884 года «в генерал-лейтенанты, с увольнением за болезнию, от службы, с мундиром и пенсиею полного оклада». Скончался 9 (21) августа 1887 года, похоронен в Ораниенбауме при церкви Святой Троицы.

## Награды
- Орден Святой Анны 3-й ст. (1863)[4]
- Орден Святого Станислава 2-й ст. (1865); императорская корона к ордену (1868)
- Орден Святой Анны 2-й ст. (1871)
- Орден Святого Владимира 4-й ст. (1874)
- Орден Святого Георгия 4-й ст. (1877)
- Орден Святого Владимира 3-й ст. (1880)
- Орден Святого Станислава 1-й ст. (1883)